# 31 Ophiuchi
31 Ophiuchi är en vit jätte i stjärnbilden Ormbäraren.
31 Ophiuchi har visuell magnitud +6,60 och kräver fältkikare för att kunna observeras. Den befinner sig på ett avstånd av ungefär 270 ljusår.